# 高仓街道
高仓街道，是中华人民共和国云南省玉溪市红塔区下辖的一个乡镇级行政单位。

## 行政区划
高仓街道下辖以下地区：
高仓社区、梁王坝社区、桃源社区、排山社区和龙树社区。